# Derik Zampedri
Derik Zampedri (* 17. Juni 1985 in Trient) ist ein italienischer Cyclocross- und Straßenradrennfahrer.
Derik Zampedri wurde 2002 italienischer Cyclocross-Meister in der Juniorenklasse. Im nächsten Jahr konnte er seinen Titel verteidigen. Ab 2004 fuhr er in der U23-Klasse, wo er bei der nationalen Meisterschaft den zweiten Platz belegte. In der Saison 2005 wurde er dann in Rovato auch italienischer U23-Meister. Außerdem gewann er 2005 ein Crossrennen in Fonzaso. Auf der Straße wurde Zampedri 2006 Dritter beim Piccolo Giro di Lombardia, der U23-Austragung der Lombardei-Rundfahrt. Ende der Saison 2008 fuhr Zampedri für das Schweizer Professional Continental Team NGC Medical-OTC Industria Porte als Stagiaire. 2010 wurde er bei einer Dopingkontrolle positiv getestet und für zwei Jahre gesperrt.

## Erfolge
2002
- Italienischer Meister (Junioren)

2003
- Italienischer Meister (Junioren)

2005
- Italienischer Meister (U23)

## Teams
- 2008 NGC Medical-OTC Industria Porte (Stagiaire)